# الاستيلاء على الرياض والأحساء
الاستيلاء على الرياض والأحساء هي حملة عسكرية عربية بقيادة الإمام سيف بن سلطان للاستيلاء على الرياض والأحساء فزحف الإمام نحو الرياض والأحساء فاستولى عليها وأخضعها وضمها إلى سلطانه وأسر نحو 35 أميراً وارسلهم الى نزوى في عُمان.

## الاحداث
لا يوجد اي مصدر يذكر هذا الشي ، المصادر الوحيدة هي من عمان فقط